# Guerino Vanoli Basket 2017-2018
Questa voce raccoglie le informazioni riguardanti la Guerino Vanoli Basket nelle competizioni ufficiali della stagione 2017-2018.

## Stagione
La stagione 2017-2018 della Guerino Vanoli Basket sponsorizzata Vanoli, è la 9ª nel massimo campionato italiano di pallacanestro, la Serie A.

## Roster
Aggiornato al 24 agosto 2017.
| Vanoli Cremona 2017-18 | Vanoli Cremona 2017-18 |
| Giocatori              | Staff tecnico          |
| ---------------------- | ---------------------- |

| N. | Naz.                                       | Ruolo | Nome                | Anno | Alt.   | Peso   |  |
| -- | ------------------------------------------ | ----- | ------------------- | ---- | ------ | ------ |  |
| 0  | Stati Uniti (bandiera)                     | PG    | Darius Johnson-Odom | 1989 | 187 cm | 98 kg  |  |
| 1  | Stati Uniti (bandiera)                     | AP    | Kelvin Martin       | 1989 | 195 cm | 95 kg  |  |
| 6  | Italia (bandiera)                          | AG    | Giulio Gazzotti     | 1991 | 202 cm | 104 kg |  |
| 7  | Stati Uniti (bandiera) · Italia (bandiera) | P     | Travis Diener       | 1982 | 195 cm | 79 kg  |  |
| 8  | Italia (bandiera)                          | AG    | Giampaolo Ricci     | 1992 | 201 cm | 102 kg |  |
| 10 | Italia (bandiera)                          | P     | Michele Ruzzier     | 1993 | 185 cm | 82 kg  |  |
| 11 | Italia (bandiera) · Svizzera (bandiera)    | G     | Marco Portannese    | 1989 | 192 cm | 85 kg  |  |
| 13 | Italia (bandiera)                          | A     | Simone Fontecchio   | 1995 | 203 cm | 91 kg  |  |
| 14 | Stati Uniti (bandiera)                     | C     | Henry Sims          | 1990 | 208 cm | 111 kg |  |
| 15 | Stati Uniti (bandiera)                     | G     | Elijah Johnson      | 1990 | 193 cm | 88 kg  |  |
| 16 | Stati Uniti (bandiera)                     | G     | Drake Diener (C)    | 1981 | 196 cm | 88 kg  |  |
| 23 | Stati Uniti (bandiera)                     | A     | Landon Milbourne    | 1987 | 201 cm | 96 kg  |  |
| -  | Italia (bandiera)                          | G     | Alessandro Ariazzi  | 2001 | 185 cm | 75 kg  |  |

| Allenatore                                                                              |
| - Romeo Sacchetti                                                                       |
| Assistente/i                                                                            |
| - Simone Bianchi - Flavio Fioretti Legenda - (C) Capitano - (IN) Inattivo - Infortunato |

## Mercato

### Sessione estiva
| Acquisti | Acquisti         | Acquisti                | Acquisti   | Acquisti |
| R.       | Nome             | da                      | Modalità   |          |
| -------- | ---------------- | ----------------------- | ---------- | -------- |
| ALL      | Romeo Sacchetti  | N.B. Brindisi           | definitivo |          |
| G        | Drake Diener     | Orlandina               | definitivo |          |
| AG       | Giampaolo Ricci  | Derthona Basket         | definitivo |          |
| AG       | Giulio Gazzotti  | V.L. Pesaro             | definitivo |          |
| ALL      | Flavio Fioretti  | Orlandina               | definitivo |          |
| P        | Travis Diener    | Free agent              | definitivo |          |
| P        | Michele Ruzzier  | Reyer Venezia           | definitivo |          |
| G        | Marco Portannese | Scaligera Verona        | definitivo |          |
| G        | Elijah Johnson   | Istanbulspor Beylikduzu | definitivo |          |
| AP       | Kelvin Martin    | R. Ludwigsburg          | definitivo |          |
| C        | Henry Sims       | S.L.C. Stars            | definitivo |          |
| A        | Landon Milbourne | Hapoel Eilat            | definitivo |          |

| Cessioni | Cessioni            | Cessioni        | Cessioni       | Cessioni |
| R.       | Nome                | a               | Modalità       |          |
| -------- | ------------------- | --------------- | -------------- | -------- |
| ALL      | Paolo Lepore        | Free agent      | fine contratto |          |
| AC       | Jakub Wojciechowski | Orlandina       | fine contratto |          |
| C        | Paul Biligha        | Reyer Venezia   | fine contratto |          |
| G        | Elston Turner       | Mens Sana Siena | fine contratto |          |
| ALL      | Andrea Zanchi       | U.C.C. Piacenza | fine contratto |          |
| AP       | Fabio Mian          | Pistoia Basket  | fine contratto |          |
| AG       | Raphael Gaspardo    | Pistoia Basket  | fine contratto |          |
| P        | Matías Ibarra       | Basket Oderzo   | fine contratto |          |
| AP       | Paul Harris         | Free agent      | fine contratto |          |
| PG       | Matt Carlino        | Free agent      | fine contratto |          |
| AG       | TaShawn Thomas      | Hapoel Holon    | fine contratto |          |

### Dopo l'inizio della stagione
| Acquisti | Acquisti          | Acquisti       | Acquisti        | Acquisti |
| R.       | Nome              | da             | data            | Modalità |
| -------- | ----------------- | -------------- | --------------- | -------- |
| AG       | Simone Fontecchio | Olimpia Milano | 5 dicembre 2017 | prestito |

| Cessioni | Cessioni       | Cessioni   | Cessioni        | Cessioni    |
| R.       | Nome           | a          | data            | Modalità    |
| -------- | -------------- | ---------- | --------------- | ----------- |
| G        | Elijah Johnson | Free agent | 16 ottobre 2017 | rescissione |